# 四棱双盖蕨
四棱双盖蕨（学名：Diplazium quadrangulatum）也称四棱短肠蕨，为蹄盖蕨科双盖蕨属下的一个种。